# Maurice Champreux
Maurice Champreux (19è districte de París, 21 de maig de 1893 - Chargey-lès-Gray, 2 de novembre de 1976) va ser un cineasta i director de cinema francès.

## Biografia
Inicialment editor després director de fotografia, sobretot en les pel·lícules del seu sogre Louis Feuillade, Maurice Champreux es va convertir després en director.
Es va casar l'any 1922 amb Isabelle Champreux (de soltera Feuillade) amb qui va tenir un fill, l'actor, guionista i director Jacques Champreux.

## Filmografia
- 1918 : Vendémiaire
- 1919 : Barrabas (fotografia i muntatge)
- 1919 : L'Énigme
- 1919 : Le Nocturne
- 1919 : L'Engrenage
- 1919 : L'Homme sans visage
- 1920 : Les Deux Gamines (fotografia)
- 1921 : L'Orpheline (muntatge)
- 1922 : Parisette (fotografia i muntatge)
- 1922 : Le Fils du Flibustier (fotografia i muntatge)
- 1923 : La Gosseline (fotografia)
- 1923 : Vindicta (fotografia i muntatge)
- 1923 : Le Gamin de Paris (fotografia)
- 1924 : Lucette
- 1924 : La Fille bien gardée (fotografia i muntatge)
- 1924 : Pierrot, Pierrette (fotografia i muntatge)
- 1924 : L'Orphelin de Paris (muntatge)
- 1924 : Le Stigmate
- 1925 : Le Roi de la pédale
- 1926 : Bibi la Purée
- 1931 : Hardi les gars !
- 1932 : Allô, Mademoiselle !
- 1933 : Touchons du bois
- 1933 : Le Grand Bluff
- 1933 : Judex 34
- 1936 : Les Deux Gamines